# Boa Hora
Boa Hora este un oraș în Piauí (PI), Brazilia.